# مارتا فلورس
مارتا فلورس (اسپانیایی: Marta Flores‎؛ ۱۸ ژانویه ۱۹۱۳ – ۱۸ فوریه ۲۰۰۵) بازیگر اهل اسپانیا بود.
از فیلم‌ها یا برنامه‌های تلویزیونی که وی در آن نقش داشته‌است، می‌توان به من، واکیا، شهر سوخته، تصویر دیگر، بیست گام تا مرگ، جنگجویان خیابانی و رومئو و ژولیت اشاره کرد.